# Temporel et spirituel
 En organisation sociale, les termes « temporel » et « spirituel » sont fréquemment amalgamés. Cet article vise à clarifier ces notions.
Dans l'Occident chrétien, le pouvoir est réparti entre autorités temporelles et spirituelles :
- à l'Église est reconnu un pouvoir spirituel exercé sur les âmes, concernant le salut à travers la définition et le maintien du dogme (tradition, conciles...) dans le cadre de la religion ;
- aux souverains et aux pouvoirs civils est reconnu le pouvoir temporel, restreint aux affaires humaines et à l'ordre social, et exercé sur les corps et sur les biens.

Deux juridictions distinctes se sont mises en place, et ont défini leurs ressorts respectifs. L'Église a pourtant joui, au Moyen Âge (doctrine des deux glaives) et à l'époque moderne (doctrine des deux royaumes, ultramontanisme), d'une extension de son pouvoir dans le domaine temporel

## Pouvoir spirituel
Le droit canonique établit la manière dont l'Église exerce son pouvoir. Y sont sujets, pour toutes les matières de foi et de discipline : les chrétiens (ou les catholiques seulement, depuis la Réforme), et les membres des diverses institutions ecclésiastiques (clergé, ordres religieux...).
Toutefois, les pouvoirs publics ont exercé des droits en matière d'attribution d'offices ecclésiastiques, s'ingérant ainsi dans l'organisation de l'Église : les empereurs germaniques ont nommé des évêques (querelle des Investitures aux XIe et XIIe siècles), les rois de France à l'époque moderne (XVIe au XVIIIe siècle) nommaient les commendataires aux bénéfices ecclésiastiques (exemple de gallicanisme)...
À part le droit canon, et en accord avec la théorie de la « puissance directive » tirée de l'encyclique Immortale Dei, l'Église et spécialement le pape expriment parfois publiquement leur position en vue d'influencer les débats sociétaux sur des points examinés par son magistère, notamment sur des questions d'éthique (par exemple, les positions du christianisme à l'égard de l'avortement) ou des questions sociales dites morales (tel que le mariage homosexuel).
À partir de la première moitié du XIIIe siècle, la mise en place de l'Inquisition dans le but d'éradiquer l'hérésie cathare et sa pérennisation concernant tous ses types de déviations par rapport à la chrétienté, a, pour certains, constitué un abus de l'autorité spirituelle (Par exemple d'Alembert dans le Discours préliminaire de l'Encyclopédie).

## Pouvoir et biens temporels de l'Église
L'Église, pour remplir sa mission, use de biens temporels et, sous l'Ancien Régime, a joui de certains pouvoirs temporels.
On peut distinguer :
- les biens temporels, dont l'Église est propriétaire et qu'elle utilise pour accomplir sa mission dans la société : finances, mobilier, édifices religieux... La pleine propriété de ces biens, opposable à la société civile et entrée dans les mœurs[3], est motivée par la tradition et par certains passages de la Bible concernant les biens des Apôtres[4].
  - Le nom temporel désigne plus particulièrement les revenus d'un bénéfice ecclésiastique.
  - Dans le système féodal, l'Église a reçu des princes et de la noblesse le don de droits seigneuriaux sur des terres et des populations. Elle s'est alors comportée comme tout autre seigneur ou souverain (dans le cadre des principautés ecclésiastiques). Cette propriété à la fois territoriale et politique est désignée comme les possessions temporelles ou dénommée simplement le temporel (d'une abbaye, d'un évêché...). Il ne s'agit pas d'exemples de théocraties, puisque le droit de ces seigneuries détenues par l'Église n'est pas un droit spécifique mais celui des seigneuries laïques.
- la puissance temporelle du pape, dont il aurait joui ou dû jouir selon certaines théories religieuses (l'ultramontanisme surtout), en tant que "vicaire du Christ sur Terre", et qui lui aurait permis de désavouer ou de révoquer les chefs d'État gouvernant à l'encontre des principes chrétiens. Cette théorie est aujourd'hui abandonnée dans le contexte international de laïcité.
- le pouvoir temporel qui est depuis 1929 reconnu au pape, qui jouit de la souveraineté sur l'État du Vatican, et y exerce la plénitude du pouvoir temporel comme tout chef d'État. Il s'agit d'une théocratie.

## Confrontation des pouvoirs temporel et spirituel
La distinction entre temporel et spirituel s'est cristallisée à l'occasion de la confrontation entre l'Église catholique romaine, reconnue politiquement à partir de l'empereur Constantin (IVe siècle), et les pouvoirs civils occidentaux : empereurs romains, rois, empereur germanique et seigneurs ou princes laïques. Elle participe donc à la définition de la structure du pouvoir dans les sociétés occidentales chrétiennes, avant et après la séparation des Églises et de l'État.
Les deux pouvoirs ont des points de rencontre, et ont ainsi fait l'objet de constantes redéfinitions.

### Interventions du pouvoir spirituel
- Dès le Moyen Âge l'Église imposa un droit d'asile dans ses édifices cultuels, où en particulier le port d'arme était prohibé.
- L'Église pouvait également être saisie par appel comme d'abus lorsqu'un jugement des autorités temporelles était contesté, mais elle put rarement imposer cette procédure.

### Interventions du pouvoir temporel (séculier)
- C'est traditionnellement le détenteur du pouvoir temporel qui faisait office de bras séculier auprès de l'Église, mettant en exécution les décisions régaliennes, y compris les exécutions dans les seigneuries ecclésiastiques (haute justice), l'Église - et donc le clergé qui en fait partie - ne pouvant de par sa nature verser le sang.
- Le pouvoir temporel pouvait intervenir en cas d'appel comme d'abus contre un jugement rendu au spirituel, si par exemple l'autorité spirituelle avait irrégulièrement saisi un cas ou même si la condamnation allait à l'encontre du droit canon[5]. Les rois de France notamment s'appuyèrent sur cette disposition pour étendre leur juridiction, sous couvert des libertés gallicanes.